# Goldberry
«Goldberry» — колишній київський телеканал.

## Про телеканал
1 грудня 2008 року «Goldberry» почав мовити на супутнику. У 2011 році став переможцем конкурсу на цифрове етерне мовлення, де отримав місце в МХ-3 (загальнонаціональна ліцензія). Як ішлось у презентації на засіданні Національної Ради з питань телебачення і радіомовлення щодо проведення конкурсу, «Goldberry» мав намір налагоджувати європейську інтеграцію України, інформувати про життя в Європі, співпрацювати з різними посольствами та місіями європейських держав, а також розповідати про моду, розкішне життя та подорожі.
«Goldberry» показував ексклюзивні огляди зі світу моди та дизайну, відомих курортів та елітних ресторанів, коштовностей та дорогих автомобілів.
Телеканал транслював як іноземні телепроєкти, так і програми власного виробництва, створені спеціально для українського глядача. За словами засновників, глядач «Goldberry» отримував унікальний шанс поринути в розкіш, розвинути в собі бездоганний стиль, а також стати експертом у мистецтві, коштовностях, дорогих напоях, моді й антикваріаті.
Компанії, які були засновниками телеканалу — «Форсаж» (організація та проведення автомобільних open-air проєктів) і «ММG Sport» (спортивный маркетинг). У Mediamarket Group обслуговувалися клієнти luxury сегменту, зокрема «Баядера-Імпорт» (торгові марки Johnnie Walker, Bailey's, Jose Cuervo) та «Helen Marlen Group». На цю ж цільову аудиторію і був орієнтований «Goldberry».
9 жовтня 2014 року НацРада переоформила ліцензію ТОВ «Голдберрі» на цифрове етерне мовлення в мультиплексі МХ-3 у зв'язку зі зміною директора, редакційної ради, логотипа, програмної концепції та адреси студії. Відповідно до внесених змін, відтепер на місці «Голдберрі» в мультиплексі мовитиме телеканал «Еспресо TV».

## Логотипи
Телеканал змінив 2 логотипи.
| Логотип | Опис |
| ------- | --- |
|         | З 1 грудня 2008 до 30 липня 2014 року логотипом був ананас золотого кольору, всередині якого зображена абревіатура «GB» (розшифровувалася як «GoldBerry»), прикрашена діамантами. Знаходився у лівому верхньому куті. |
|         | Із 31 липня до 8 жовтня 2014 року логотипом була стилізована літера англійської мови «g», під якою розміщувався напис «голдберрі». Знаходився в правому верхньому куті.                                               |